# Stiftung des öffentlichen Rechts (Deutschland)

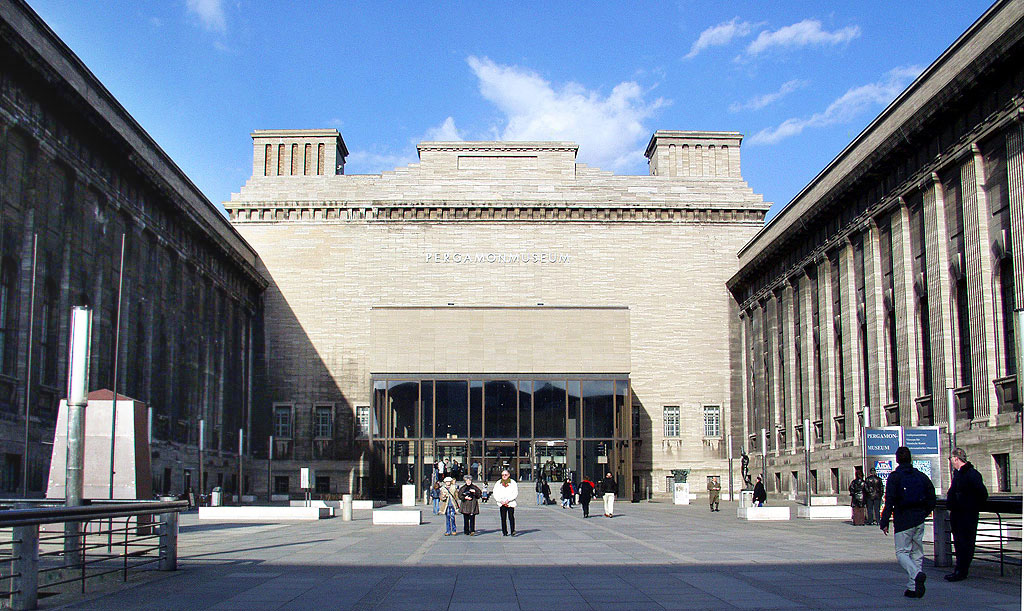
Das Pergamonmuseum gehört über die Staatlichen Museen Berlin (auch) zur Stiftung Preußischer Kulturbesitz

Stiftungen des öffentlichen Rechts in Deutschland bilden neben den Körperschaften des öffentlichen Rechts und Anstalten des öffentlichen Rechts einen Organisationstyp öffentlich-rechtlicher juristischer Personen. Daneben bestehen Stiftungen des Privatrechts.

## Allgemeines
Während die Abgrenzung zur Körperschaft durch die einer Stiftung fehlenden Mitglieder gekennzeichnet ist, ist die Abgrenzung zur Anstalt in der juristischen Literatur umstritten. Teilweise wird die Stiftung öffentlichen Rechts als Unterfall der Anstalt öffentlichen Rechts eingeordnet.
Öffentlich-rechtliche Stiftungen werden vom Staat durch Gesetz oder Rechtsverordnung, in seltenen Fällen auch durch einfachen Kabinettsbeschluss errichtet. Das Stiftungsrecht des Bürgerlichen Gesetzbuches ist nicht auf sie anwendbar. Die Landesstiftungsgesetze von Baden-Württemberg, Bayern, Hessen, Rheinland-Pfalz, Sachsen, Sachsen-Anhalt und Thüringen gelten auch für die öffentlich-rechtlichen Stiftungen. Ansonsten richten sich ihre Rechtsverhältnisse nach ihrem Errichtungsakt und ihrer öffentlich-rechtlichen Satzung.
Öffentlich-rechtliche Stiftungen werden in letzter Zeit häufig ohne nennenswertes Stiftungsvermögen errichtet, so zum Beispiel die Hamburger Museums-Stiftungen oder die zahlreichen Berliner Kulturstiftungen für Museen, Bibliotheken, Gedenkstätten und Opernhäuser, z. B. die Berliner Philharmoniker. In einigen Bundesländern sind Hochschulen in die Trägerschaft öffentlich-rechtlicher Stiftungen überführt worden (Stiftungshochschulen).
Diese Stiftungen besitzen oft lediglich ein Sachvermögen (Immobilien, Kunstwerke, Medienbestände, authentische Liegenschaften), das keine Erträge wie Zinsen, Mieten oder Pachten erbringt (privatrechtliche Stiftungen mit einer vergleichbaren Vermögensausstattung hätten kaum Aussicht auf Anerkennung). Sie bleiben daher dauerhaft auf staatliche Zuwendungen angewiesen (sog. Zuwendungsstiftungen). Da der Haushalt jährlich vom Parlament beschlossen werden muss, besteht für viele öffentlich-rechtliche Stiftungen keine Existenzsicherheit. Öffentlich-rechtliche Stiftungen können zudem jederzeit durch Gesetz oder Rechtsverordnung wieder aufgehoben werden.
Der vom Freistaat Bayern beschrittene Weg, Stiftungen öffentlichen Rechts aufgrund erfolgter Satzungsänderungen behördlicherseits als ipso jure zu Stiftungen bürgerlichen Rechts umgewandelt festzustellen, hat laut Bundesarbeitsgericht keine Rechtsgrundlage im deutschen Recht. Werden sog. Zuwendungsstiftungen derart ipso jure umgewandelt, tritt zur Abhängigkeit von staatlichen Zuwendungen die unmittelbare Insolvenzgefahr bei mangelndem Stiftungsvermögen. Das Verzeichnis Deutscher Stiftungen sieht zu dessen Höhe keine Pflichtangaben vor.

## Liste der Bundesstiftungen
Die Liste enthält Stiftungen des öffentlichen Rechts, die vom Bund gestiftet, zumindest teilweise getragen oder wesentlich finanziell unterstützt werden und die nicht Politikergedenkstiftungen sind.
| Name                                                                                            | Stiftungszweck | Stifter/Träger                                     | Gründungsdatum | Sitz              |
| ----------------------------------------------------------------------------------------------- | --- | -------------------------------------------------- | -------------- | ----------------- |
| Bundesstiftung Baukultur                                                                        | Qualität, Nachhaltigkeit und Leistungsfähigkeit des Planungs- und Bauwesens in Deutschland national wie international herauszustellen und Bewusstsein für gutes Planen, Bauen und Baukultur sowie den Wert der gebauten Umwelt bei Bauschaffenden und bei der Bevölkerung stärken                                                                            | Bund                                               | 22. Dez. 2006  | Potsdam           |
| Stiftung „Mutter und Kind – Schutz des ungeborenen Lebens“                                      | Hilfe für schwangere Frauen in finanziellen Notlagen | Bund                                               | 15. Juli 1984  | Bonn              |
| Bundesstiftung zur Aufarbeitung der SED-Diktatur                                                | Aufarbeitung von Geschichte und Folgen der SED-Diktatur | Bund                                               | 5. Juni 1998   | Berlin            |
| Bundesstiftung Gleichstellung                                                                   | Stärkung und Förderung der Gleichstellung von Frauen und Männern in Deutschland | Bund                                               | 28. Mai 2021   | Berlin            |
| Conterganstiftung                                                                               | Leistungen an Behinderte aufgrund von Contergan erbringen, fördern und Hilfe gewähren | Bund                                               | 31. Okt. 1972  | Köln              |
| Deutsche Stiftung für Engagement und Ehrenamt                                                   | Stärkung und Förderung des bürgerschaftlichen Engagements und des Ehrenamtes | Bund                                               | 26. März 2020  | Neustrelitz       |
| Fonds zur Finanzierung der kerntechnischen Entsorgung                                           | Finanzierung der Kosten für die sichere Entsorgung der entstandenen und zukünftig noch entstehenden radioaktiven Abfälle aus der gewerblichen Nutzung der Kernenergie zur Erzeugung von Elektrizität in Deutschland | Bund                                               | 16. Juni 2017  | Berlin            |
| Klassik Stiftung Weimar                                                                         | Pflege, wissenschaftliche Erforschung und Vermittlung von Kultur | Bund (BKM), Land Thüringen, Stadt Weimar           | 1. Jan. 2003   | Weimar            |
| Max Weber Stiftung                                                                              | Förderung der Forschung in den Geschichts-, Kultur-, Wirtschafts- und Sozialwissenschaften in ausgewählten Ländern und des gegenseitigen Verständnisses zwischen Deutschland und diesen Ländern | Bund                                               | 20. Jun. 2002  | Bonn              |
| Stiftung Berliner Mauer                                                                         | Geschichte der Mauer und DDR-Flucht vermitteln | Land Berlin, vom Bund gefördert                    | 18. Sep. 2008  | Berlin            |
| Stiftung Denkmal für die ermordeten Juden Europas                                               | Erinnerung an den nationalsozialistischen Völkermord an den Juden Europas | Bund                                               | 25. Mai 1999   | Berlin            |
| Stiftung Deutsches Historisches Museum                                                          | Darstellung der gesamten deutschen Geschichte in ihrem europäischen Zusammenhang | Bund                                               | 21. Dez. 2008  | Berlin            |
| Stiftung Erinnerung, Verantwortung und Zukunft                                                  | Entschädigung ehem. NS-Zwangsarbeiter | Bund                                               | 2. Aug. 2000   | Berlin            |
| Stiftung Flucht, Vertreibung, Versöhnung                                                        | Erinnerung an Vertreibung in der 1. Hälfte des 20. Jahrhunderts | Bund                                               | 30. Dez. 2008  | Berlin            |
| Stiftung Forum Recht                                                                            | Kommunikations-, Informations- und Dokumentationsforum zu Recht und Rechtsstaat | Bund                                               | 17. Mai 2019   | Karlsruhe/Leipzig |
| Stiftung für das sorbische Volk                                                                 | Pflege und Förderung sorbischer Sprache und Kultur | Länder Brandenburg und Sachsen, vom Bund gefördert | 28. Aug. 1998  | Bautzen           |
| Stiftung für ehemalige politische Häftlinge                                                     | Gewährung von Hilfe an ehemalige Kriegsgefangene | Bund                                               | 6. Aug. 1955   | Bonn              |
| Stiftung Gedenkstätte Berlin-Hohenschönhausen                                                   | Forschung über den Haftort Hohenschönhausen und die politische Justiz der DDR | Land Berlin und Bund                               | 1. Juli 2000   | Berlin            |
| Stiftung Geld und Währung                                                                       | Bewusstsein der Öffentlichkeit für die Bedeutung stabilen Geldes erhalten und fördern, Forschung dazu, insbesondere auf dem Gebiet des Geld- und Währungswesens | Bund                                               | 1. Jan. 2002   | Frankfurt am Main |
| Stiftung Haus der Geschichte der Bundesrepublik Deutschland                                     | Darstellung der Geschichte der Bundesrepublik Deutschland einschließlich der Geschichte der DDR und Vermittlung von Kenntnissen darüber in einem Ausstellungs-, Dokumentations- und Informationszentrum (HDGStiftG) | Bund                                               | 7. März 1990   | Bonn              |
| Stiftung Jüdisches Museum Berlin                                                                | Erforschung und Darstellung jüdisches Leben in Berlin und Deutschland (JMBStiftG) | Bund                                               | 1. Sep. 2001   | Berlin            |
| Stiftung Orte der deutschen Demokratiegeschichte                                                | Auseinandersetzung mit der deutschen Demokratiegeschichte | Bund                                               | 21. Juli 2021  | Frankfurt am Main |
| Stiftung Preußische Schlösser und Gärten Berlin-Brandenburg                                     | Pflege, wissenschaftliche Erforschung und Vermittlung von Kultur | Länder Berlin und Brandenburg, vom Bund gefördert  | 1. Jan. 1995   | Potsdam           |
| Stiftung Preußischer Kulturbesitz                                                               | Die ihr übertragenen preußischen Kulturgüter für das deutsche Volk zu bewahren, zu pflegen und zu ergänzen, unter Beachtung der Tradition den sinnvollen Zusammenhang der Sammlungen zu erhalten und eine Auswertung dieses Kulturbesitzes für die Interessen der Allgemeinheit in Wissenschaft und Bildung und für den Kulturaustausch zwischen den Völkern | Bund und Länder                                    | 6. Aug. 1957   | Berlin            |
| Stiftung Topographie des Terrors – Internationales Dokumentations- und Begegnungszentrum Berlin | historische Erfahrung des Nationalsozialismus vermitteln | Land Berlin, vom Bund gefördert                    | 28. Feb. 2005  | Berlin            |

Die Heimkehrerstiftung wurde zum 31. Dezember 2007 aufgehoben. Sitz war Bonn.

## Politikergedenkstiftungen
Weiterhin gibt es auch Politikergedenkstiftungen, die als bundesunmittelbare Stiftungen durch Bundesgesetz zum Andenken an herausragende Staatsmänner der deutschen Geschichte nach dem Vorbild der amerikanischen Präsidentenbibliotheken geschaffen wurden. Diese sind:
- Stiftung Bundeskanzler-Adenauer-Haus in Rhöndorf
- Stiftung Reichspräsident-Friedrich-Ebert-Gedenkstätte in Heidelberg
- Bundeskanzler-Willy-Brandt-Stiftung in Berlin
- Stiftung Bundespräsident-Theodor-Heuss-Haus in Stuttgart
- Otto-von-Bismarck-Stiftung in Friedrichsruh
- Bundeskanzler-Helmut-Schmidt-Stiftung in Hamburg
- Bundeskanzler-Helmut-Kohl-Stiftung in Berlin

Sie werden hinsichtlich der Namensgebung gelegentlich mit den parteinahen Stiftungen verwechselt. Diese Stiftungen sind – mit Ausnahme der Friedrich-Naumann-Stiftung für die Freiheit – als eingetragener Verein organisiert.

## Staatliche Stiftungen des Privatrechts
Der Staat kann auch Stiftungen des Privatrechts errichten, zum Beispiel:
- Kulturstiftung des Bundes
- Kulturstiftung der Länder
- Bundesstiftung Magnus Hirschfeld
- Deutsche Bundesstiftung Umwelt
- Deutsche Stiftung Verbraucherschutz

Zum Teil sind privatrechtliche Stiftungen aus dem Erlös von Privatisierungen von Staatsbeteiligungen errichtet worden (zum Beispiel die Volkswagenstiftung 1961 aus Erlösen im Zusammenhang mit der Privatisierung von VW oder die Deutsche Bundesstiftung Umwelt 1989 aus dem Verkaufserlös der bundeseigenen Salzgitter AG). Zum Teil wird gefordert, auch solche staatlichen Gründungen müssten den Bindungen der Grundrechte unterliegen, während andere die Selbstständigkeit und Unabhängigkeit der auf diese Weise errichteten Stiftungen betonen.

## Kirchliche Stiftungen öffentlichen Rechts
Auch Kirchliche Stiftungen können öffentlich-rechtlich organisiert sein.